# Bandy i Oceanien
Bandy i Oceanien är en ytterst liten sport vars fäste är i Australien som är medlem i Federation of International Bandy (FIB). Där är bandyn fortfarande en utvecklingssport.